# Henavanahalli Kaval, Hassan
Henavanahalli Kaval là một làng thuộc tehsil Hassan, huyện Hassan, bang Karnataka, Ấn Độ.